# Liogenys boliviensis
Liogenys boliviensis är en skalbaggsart som beskrevs av Moser 1919. Liogenys boliviensis ingår i släktet Liogenys och familjen Melolonthidae. Inga underarter finns listade i Catalogue of Life.